# Сідні Вудерсон
Сідні Чарлз Вудерсон (англ. Sydney Charles Wooderson) (30 серпня 1914 — 21 грудня 2006) — британський легкоатлет, бігун на середні та довгі дистанції. Був одним з найсильніших бігунів Великої Британії у 1930—1940 роках. Каварер Ордена Британської імперії.
28 серпня 1937 року встановив світовий рекорд у бігу на 1 милю, який протримався майже п'ять років.

## Кар'єра
Народився у Кембервеллі, що входить до складу Великого Лондона. Закінчив школу Саттон Веленс у графстві Кент. Почав займатися бігом зі шкільного віку. Вже у 18 років пробіг 1 милю швидше 4 хвилин 30 секунд.
У 1934 році взяв участь у Іграх Британської імперії і виборов срібну медаль на дистанції 1 миля. Також, починаючи з 1934 року він п'ять років поспіль ставав чемпіоном Великої Британії на цій дистанції.
Перед Олімпійськими іграми 1936 року Вудерсон отримав травму коліна, проте приховав цей факт від адміністраторів британської збірної. Він вийшов на старт забігу на 1500 метрів, але фінішувати не зміг.
Вилікувавши травму, він ще покращив свої результати і в 1937 на стадіоні у Мотспур-Парк встановив світовий рекорд у бігу на 1 милю — 4.06,4. У забігу Відерсону на перших двох колах допомагав пейсмейкер, а також брали участь інші учасники. В результаті на останньому колі Вудерсон настільки випередив решту, що вони стали перешкодою для встановлення світового рекорду. Йому довелося обходити їх зовнішім радіусом.
Крім цього, у 1938 році він встановив світові рекорди у бігу на 800 метрів (1.48,4) і 880 ярдів (1.49,2). Також став чемпіоном Європи у бігу на 1500 метрів на чемпіонаті, що проходив у Парижі.
Поза біговою кар'єрою, він працював соліситором у Лондоні. Саме через роботу він не зміг взяти участь у Іграх Британської імперії 1938 року, оскільки мусив здавати іспити з права.
Під час Другої світової війни служив у саперно-будівельних та інженерних військах, оскільки був непридатних до військової служби через поганий зір.
По закінченні війни він двічі змагався з найшвидшими на той час бігунами на середні дистанції — Гундером Геґґом і Арне Андерссоном з Швеції. Вудерсон належно не тренувався починаючи з 1939 року, крім того, за шість місяців до цього страждав від рематичної гарячки. Водночас, шведські спортсмени мали можливість тренуватися під час війни і саме Геґґ побив рекорд на 1 милю, встановлений 1937 року Вудерсоном. Все ж в обох гонках, котрі відбувалися в Лондоні на стадіоні Вайт Сіті та у Гетеборзі, він рівних змагався з Андерссоном і програв йому лише декілька метрів на фініші. У другому з цих забігів Сідні показав свій найкращий час на дистанції 1 миля — 4.04,2. На змаганні в Лондоні як глядач був присутній 16-річний Роджер Банністер, який пізніше називав Вудерсона своїм «спортивним героєм» і згадував, що саме біг Сідні того дня надихнув його рішення серйозно зайнятися бігом на 1 милю.
На чемпіонаті Європи 1946 року здобув золоту медаль у бігу на 5000 метрів з результатом 14.08,6. У 1948 році він став чемпіоном Англії з кросу на дистанції 9 миль, таким чином продемонструвавши свою всебічну розвиненість як бігуна.
У 1948 році саме Вудерсон мав урочисто принести олімпійський факел на стадіон Вемблі під час церемонії відкриття Олімпійських ігор і запалити олімпійський вогонь, але незадовго до церемонії організатори вирішили обрати когось більш «статечного» для цієї ролі.
У 2000 році присвоєно титул кавалера Ордена Британської імперії.